# Cleantioides occidentalis
Cleantioides occidentalis là một loài chân đều trong họ Holognathidae. Loài này được Richardson miêu tả khoa học năm 1899.